# Eemeli Pirinen
Eemeli Pirinen (21 aprile 1993) è un ex sciatore alpino finlandese.

## Biografia
Attivo in gare FIS dal novembre del 2008, Pirinen ha esordito in Coppa Europa il 5 dicembre 2011 a Trysil in slalom gigante e in Coppa del Mondo l'11 novembre 2012 a Levi in slalom speciale, in entrambi i casi senza completere la prova. Ha debuttato ai Campionati mondiali a Schladming 2013, dove si è classificato 30º nello slalom gigante e non si è qualificato per lo slalom speciale; nella successiva rassegna iridata di Vail/Beaver Creek 2015 non ha completato lo slalom gigante. Il 29 gennaio 2016 ha colto a Zuoz in slalom gigante la sua unica vittoria, nonché primo podio, in Coppa Europa e il 4 marzo successivo ha ottenuto a Kranjska Gora nella medesima specialità il miglior piazzamento in Coppa del Mondo (23º).
Sempre in slalom gigante il 3 dicembre 2016 ha conquistato a Gällivare il secondo e ultimo podio in Coppa Europa (2º) e ai successivi Mondiali di Sankt Mortiz 2017, sua ultima presenza iridata, si è piazzato 33º; il 4 marzo successivo ha preso per l'ultima volta il via in Coppa del Mondo, a Kranjska Gora nella medesima specialità senza completare la prova. Si è ritirato al termine della stagione 2020-2021 e la sua ultima gara è stata uno slalom speciale FIS disputato il 14 marzo a Tahkovuori; non ha preso parte a rassegne olimpiche.

## Palmarès

### Coppa del Mondo
- Miglior piazzamento in classifica generale: 130º nel 2016

### Coppa Europa
- Miglior piazzamento in classifica generale: 17º nel 2016
- 2 podi:
  - 1 vittoria
  - 1 secondo posto

#### Coppa Europa - vittorie
| Data            | Località | Paese    | Specialità |
| --------------- | -------- | -------- | ---------- |
| 29 gennaio 2016 | Zuoz     | Svizzera | GS         |

Legenda:

GS = slalom gigante

### Campionati finlandesi
- 5 medaglie:
  - 1 oro (slalom gigante nel 2013)
  - 3 argenti (slalom speciale nel 2013; slalom speciale, slalom parallelo nel 2017)
  - 1 bronzo (slalom gigante nel 2012)